# Falco (glazbenik)
 Ovo je glavno značenje pojma Falco (glazbenik). Za druga značenja pogledajte Falco (razdvojba).
Johann Hölzel (Beč,  19. veljače 1957. – Dominikanska Republika kod Puerto Plate, 6. veljače 1998.) bio je austrijski glazbenik, pop, rock i hip-hop zvijezda umjetničkog imena Falco. Bio je pjevač, ali i tekstopisac. Svirao je glasovir, bas-gitaru, električnu gitaru i akustičnu gitaru. 
Prodano je više od 20 milijuna primjeraka njegovih albuma i 40 milijuna singlova, što ga čini najprodavanijim austrijskim pjevačem svih vremena. Njegova pjesma Rock me Amadeus dospjela je na ljestvicu Billboard Hot 100 među prvih deset najslušanijih pjesama. S tim je jedini Austrijanac koji je ušao u američke glazbene ljestvice. Tekst pjesme Jeanny o osjećajima psihopata prema djevojci izazvao je jedan od najvećih skandala u povijest njemačke pop-glazbe.

## Životopis
Falco je rođen u Beču 19. veljače 1957. godine. Njegova majka nosila je trojke, od kojih je dvoje identičnih u trećem mjesecu pobacila i rodila samo njega. Falco je rekao: "Tri duše u jednoj maternici zvuči dosta dramatično, ali ponekad ih osjećam. U mom raspoloženju. Ili sam jako gore ili jako dolje".
Falcov otac napustio je obitelj dok je Falco još bio dijete. Vrlo je rano pokazao znakove neobičnog glazbenog talenta. Kao četverogodišnjak je dobio mali klavir za rođendan. 
Svoj medijski proboj bivši student bečkog glazbenog konzervatorija počeo je svirajući u mračnim bečkim podrumima, s grupama koje je osnivao od prilike do prilike.
Nezadovoljan pasivnim stanjem bečke glazbene scene, 1977. godine otišao je u Zapadni Berlin, gdje se danju družio s klijentelom na Bahnhof Zoou, a navečer svirao jazz u osrednjim berlinskim noćnim klubovima.
Njegov prvi hit je bio Der Kommissar s prvog albuma Einzelhaft iz 1982. godine. Eksperimentirao je s tekstovima pisanim na njemačkom i refrenima na engleskom jeziku. Time je postigao veliku slavu diljem svijeta. Neki od njegovih hitova su Vienna Calling, Junge Roemer, Rock me Amadeus i Jeanny. Na vrhove svih glazbenih ljestvica probio se pjesmom Jeanny s albuma Falco 3. Pjesma je bila zabranjena u nekoliko zemalja jer je smatrana izuzetno kontroverznom.
Nazvan je ambicioznim, ekscentričnim, brižnim, egoističnim i duboko nesigurnim. Thomas Rabitsch, klavijaturist koji je upoznao Falca kada je pop zvijezda u usponu imala samo 17 godina, rekao je da je bio miran mladić i precizan svirač bas-gitare, ali i arogantan i "s vrlo visokim mišljenjem o sebi". Markus Spiegel, menadžer koji je otkrio Falca, priznao je da je pop zvijezda bila iznimno težak umjetnik i ženskar.
Tijekom osamdesetih i devedesetih godina Falco je postao ovisnik o alkoholu i kokainu. Unatoč zahtjevima njegovog menadžera i suradnika da potraži pomoć, Falco ju je odlučno odbijao. 
Falco i Isabella Vitković dobili su kćer Katharinu Biancu Vitković 1986. godine, a vjenčali se nakon dvije godine. Njihov je odnos bio ljubav-mržnja, kako to opisuje Katharina. Brak je bio kratak. Falco je vjerovao da je Katharina bila njegova biološka kćer dok dokazivanje očinstva nije pokazalo drugačije kada je imala sedam godina. Nakon ove objave, Katharinina je veza s njezinim ocem postala napeta. Iako su ostali u kontaktu, uzela je prezime majke i tvrdila da je izbačena iz njegova oporuke. Katharina je imala 12 godina kad je Falco umro, a 2008. godine objavila je knjigu pod nazivom Falco war mein Vater (Falco je bio moj otac).

Njemačko-engleska kombinacija tekstova, brižljivo kreirani njegovani image pripadnika mondenog Beča, spektakularni video-spotovi njegovih pjesama, atraktivni živi nastupi i glazbena kvaliteta, opravdano svrstavaju Falca u vrh europske rock-scene.
Falco je nesretno preminuo 6. veljače 1998. godine u prometnoj nezgodi u Dominikanskoj Republici dva tjedna prije 41. rođendana kada se njegov Mitsubishi Pajero sudario s autobusom na cesti koja je povezivala gradove Ville Montellano i Puerto Plata. Utvrđeno je da je bio pod utjecajem alkohola i kokaina. Prije smrti radio je na povratku na glazbenu scenu. Pokopan je na središnjem groblju u Beču.

## Diskografija

### Studijski albumi
- 1982.: Einzelhaft
- 1984.: Junge Roemer
- 1985.: Falco 3
- 1986.: Emotional
- 1988.: Wiener Blut
- 1990.: Data de Groove
- 1992.: Nachtflug
- 1998.: Out of the Dark (Into the Light)
- 1999.: Verdammt wir leben noch
- 2009.: The Spirit Never Dies

## Vanjske poveznice
- Falcova službena stranica (njem.)